# Sonata per pianoforte n. 2 (Tippett)
La Sonata per pianoforte n. 2 è la seconda delle quattro sonate per pianoforte di Michael Tippett. Composta nel 1962, è per struttura e scrittura la più sperimentale delle quattro sonate.
È stata scritta 25 anni dopo la sua prima sonata e undici anni prima della sua terza sonata. È stata dedicata alla pianista Margaret Kitchin, che la presentò in anteprima.

## Analisi del lavoro
Il compositore illustra in questa sonata il suo concetto di forme mosaïque (forma a mosaico), una giustapposizione cumulativa di sequenze brevi e non sviluppate. La forma complessiva è composta da trentotto sequenze (la più breve dura una battuta, la più lunga sessantasette) raggruppate in otto grandi sezioni, ciascuna sezione che incarna una musica diversa, ciascuna con il proprio tempo.
Alcuni temi sono tratti dalla sua opera King Priam.
La sonata ha un solo movimento della durata di circa dodici minuti.